# Stenocercus ica
Stenocercus ica — вид ігуаноподібних ящірок родини Tropiduridae. Ендемік Перу. Описаний у 2021 році.

## Опис
У самців довжина тіла (без врахування хвоста) становить 8,1 см, у самиць 6,2 см. Довжина хвоста сягає 70–73 % від довжини тіла. Верхня частина тіла має забарвлення від оливково-жовтого до коричневого кольору.

## Поширення і екологія
Stenocercus ica відомі з типової місцевості, розташованої в регіоні Іка на південному заході країни. Вони живуть в сухих чагарникових заростях в долинах річок у прибережній пустелі. Зустрічаюиться на висоті від 300 до 450 м над рівнем моря. Вони живуть на полях, пасовищах і плантаціях, можливо, в залишках гірських тропічних лісів, в регіоні Перуанської Юнги.